# St. Aldegundis (Rheindorf)

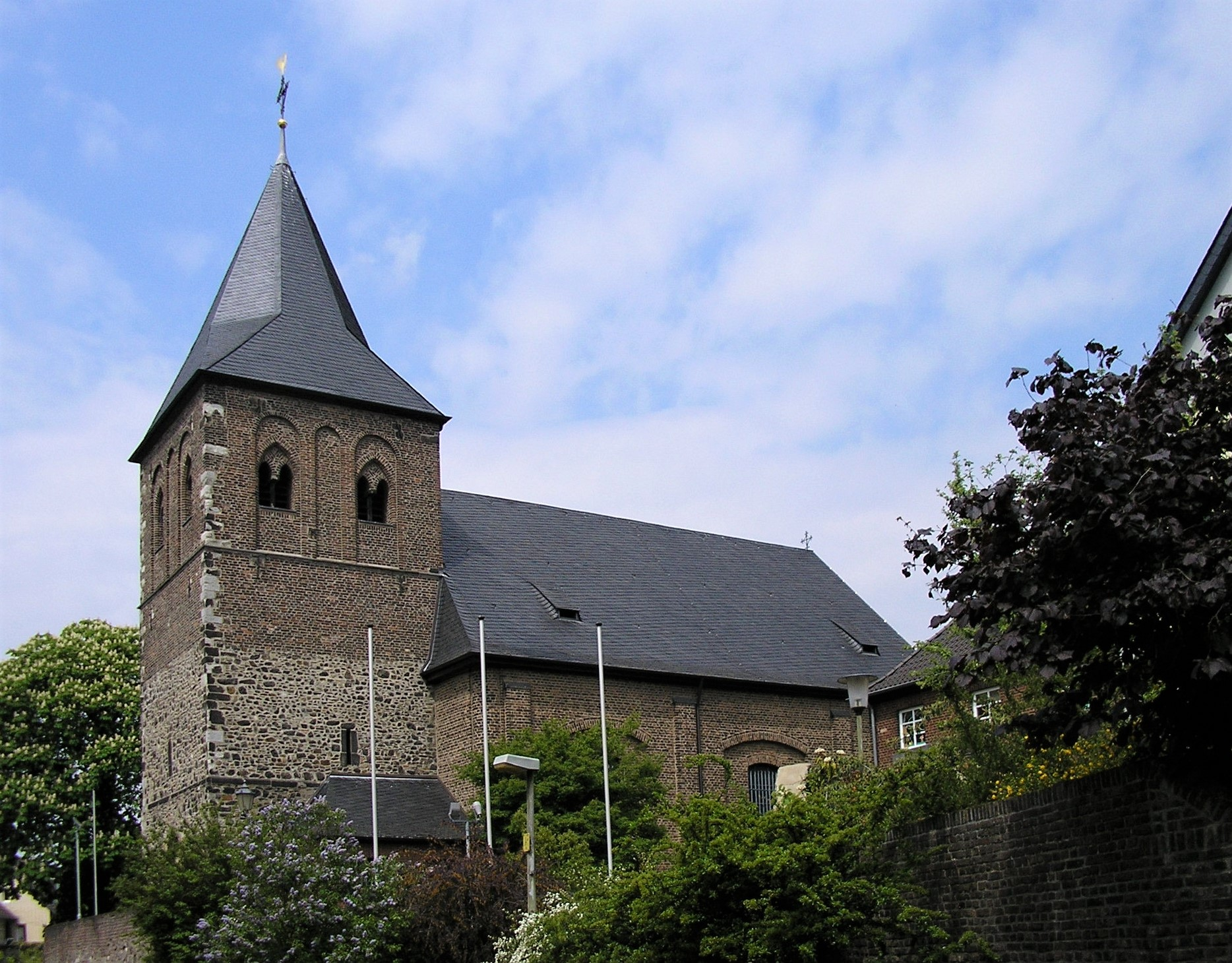
St. Aldegundis mit den romanischen Turmuntergeschossen

Die Kirche St. Aldegundis ist ein römisch-katholisches Gotteshaus im Leverkusener Stadtteil Rheindorf. Sie ist Pfarrkirche der gleichnamigen Pfarrgemeinde im Seelsorgebereich Rheindorf/Hitdorf (Dekanat Leverkusen im Erzbistum Köln) und trägt das Patrozinium der heiligen Aldegundis, einer Äbtissin aus dem 7. Jahrhundert.

## Geschichte
Die erste urkundliche Erwähnung von St. Aldegundis erfolgte im Jahr 1170 als der Probst des Kölner Kunibertsstiftes dem Kloster Dünnwald 20 Morgen Land der Rheindorfer Kirche zur Pacht überließ. Der Kern des dreigeschossigen romanische Wehrturms von St. Aldegundis stammt aus dem 12. Jahrhundert. Er wurde wohl auf Fundamenten aus der Karolingerzeit errichtet. Im 15. Jahrhundert kam das aus Ziegeln gemauerte Obergeschoss hinzu. 1281 wurde das Patronat über die Kirche durch den Ritter Manfred von Reindorf und seiner Ehefrau Christine der Abtei Altenberg geschenkt.
Das heutige Kirchenschiff entstand zwischen 1774 und 1777, überdacht mit einem flachen Tonnengewölbe. Die Inneneinrichtung im Rokokostil stammt aus derselben Zeit.
Zum 1. Januar 2012 wurde die Pfarrgemeinde mit den Pfarrgemeinden Zum Heiligen Kreuz (Rheindorf) und St. Stephanus (Hitdorf) zur neuen Pfarrgemeinde „St. Aldegundis“ zusammengeschlossen. Die St.-Aldegundis-Kirche wurde zur Pfarrkirche dieser Pfarrgemeinde.

## Glocken
Im Kirchturm hängt ein vierstimmiges Glockengeläut aus Bronze, in dem zwei historische Glocken durch zwei neuzeitlichen Glocken ergänzt werden. Die Glocken haben folgende Daten:
| Glocke | Name              | Gussjahr | Gießer                                                             | Durchmesser | Gewicht | Schlagton |
| ------ | ----------------- | -------- | ------------------------------------------------------------------ | ----------- | ------- | --------- |
| 1      | Aldegundis-Glocke | 1459     | Khristian Kloit und Sifart Duisterwalt, Cöln                       | 1178 mm     | 960 kg  | f¹−3⁄16   |
| 2      | Salvator-Glocke   | 1545     | Heinrich (II) von Ouerraide, Cöln                                  | 1077 mm     | 840 kg  | g¹+3⁄16   |
| 3      | Marien-Glocke     | 1955     | Josef Feldmann und Georg Marschel Fa. Feldmann & Marschel, Münster | 850 mm      | 350 kg  | b¹+2⁄16   |
| 4      | Michael-Glocke    | 1955     | Josef Feldmann und Georg Marschel Fa. Feldmann & Marschel, Münster | 757 mm      | 250 kg  | c²+2⁄16   |